# Die Amerikanische Sprache

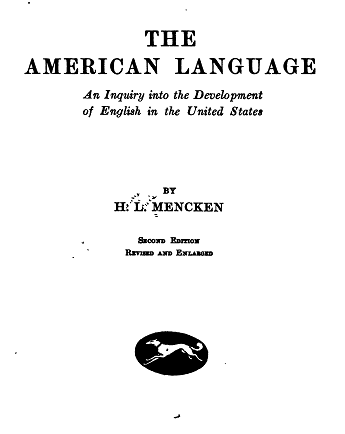
Titelblatt 1921

Die amerikanische Sprache. Das Englisch der Vereinigten Staaten ist der Titel der deutschen Übersetzung von Henry L. Menckens Buch The American Language (1919) über Amerikanisches Englisch, verlegt bei B. G. Teubner Verlag im Jahre 1927 in einer Bearbeitung vom Heinrich Spies (Anglist).

## Entstehung
Anregungen für sein Werk fand Mencken sowohl im „Argot der farbigen Kellner“ Washingtons als auch bei einem seiner Lieblingsschriftsteller, Mark Twain, sowie in seinen Erlebnissen auf den Straßen von Baltimore. 1902 bemerkte Mencken die „seltsamen Wörter, die bei der Erschaffung der 'Vereinigten Staaten' mitwirken“. Dem Buch voran gingen zahlreiche Kolumnen in The Evening Sun. Mencken fragte sich schließlich: „Warum versucht sich nicht mal ein sorgfältiger Experte an einer Grammatik der amerikanischen Sprache... jenes Englisch also, das von den großen Massen der einfachen Leute in diesem schönen Lande gesprochen wird?“
In der Tradition von Noah Webster, der das erste amerikanische Wörterbuch verfasste, wollte Mencken „Amerikanismen“ gegen die ständige Kritik verteidigen, wonach die üblicherweise isolierten Amerikanismen nahezu barbarische Perversionen der englischen Muttersprache seien. Mencken griff die präskriptive Grammatik dieser Kritiker und amerikanischer „Schulmeisterinnen“ an, indem er wie schon Samuel Johnson im Vorwort zu seinem Wörterbuch argumentierte, dass Sprache sich unabhängig von Lehrbüchern entwickle. 
Mencken erörtert die Anfänge „amerikanischer“ Abweichungen vom „Englischen“, die Verbreitung dieser Variationen, amerikanischer Namen und Jargon. Mencken zufolge ist das Amerikanische Englisch farbenfroher, lebhafter und kreativer als das Britische Englisch.
Das Buch verkaufte sich außerordentlich gut im Vergleich zu anderen Werken Menckens: 1400 Exemplare in den ersten beiden Monaten. Rezensenten lobten es überschwänglich, mit Ausnahme seines alten Widersachers Stuart Sherman.
Mencken veröffentlichte im Laufe der folgenden Jahrzehnte zahlreiche Ergänzungslieferungen zum Hauptband.
Viele der Quellen und des Forschungsmaterials zu diesem Buch finden sich in der Mencken-Sammlung der Öffentlichen Bibliothek in Baltimore.